# 한신운수
한신운수는 경기도 오산시 큰말길 1에 있는 마을버스 업체이고, 한신대학교를 기점으로 한 노선을 보유하고 있다.

## 연혁
- 2005년 : 회사 설립[1]

## 보유 차종
- 자일대우버스
  - 자일대우 레스타

- 현대자동차
  - 현대 그린시티
  - 현대 뉴 슈퍼 에어로시티

- 비야디 자동차
  - BYD eBus-9

- 하이거 버스
  - 하이거 하이퍼스